# Penalty
Penalty är en brasiliansk tillverkare av sportartiklar som grundades 1970 i São Paulo. Varumärket drivs av dess ägare Cambuci S.A..
Företaget tillverkar huvudsakligen fotbollsutrustning såsom matchdräkter och bollar.

## Historia
1945 grundade bröderna Victório, Eduardo, Mario och Ernesto Estefano, klädföretaget Malharia Cambuci S.A., i stadsdelen Cambuci i São Paulo.
1968 tog andra generationens bröder – Eduardo Filho, Ricardo och Roberto Estefano – över ledningen av företaget och ändrar dess inriktning och investerar i den nya och lovande sportmarknaden i landet.
På 1980-talet blev Penalty den största brasilianska tillverkaren av fotbollar. Under denna period förvärvade Penalty tillverkningsrättigheterna för Asics-skor och Wilson-tennisracketar. Under 1990-talet bar de brasilianska fotbollslagen São Paulos och Grêmios .
2010 började Penalty sponsra den spanska futsalligan, och ett år senare tecknade företaget ett exklusivt avtal med Víctor Valdés, då fotbollsmålvakt för FC Barcelona och det spanska landslaget, för vilken Penalty designade en exklusiv sko.